# Dom Aarona Szelusza
Dom Aarona Szelusza (hebr. בית אהרן שלוש, Bejt Aharon Szelusz; ang. House of Aharon Chelouche) – historyczny dom w osiedlu Newe Cedek w zachodniej części miasta Tel Awiw, w Izraelu.

## Historia

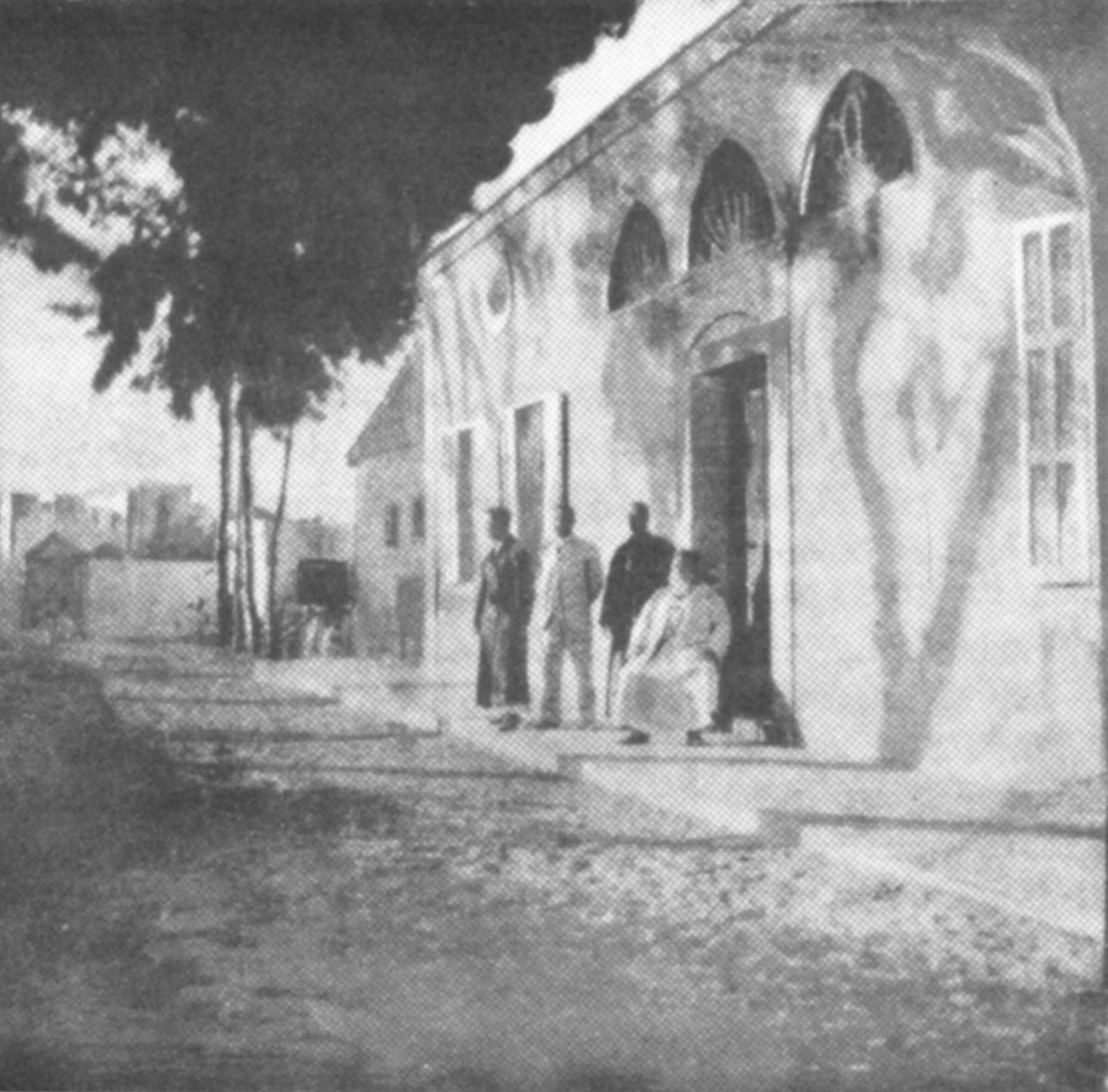
Dom Arona w 1895

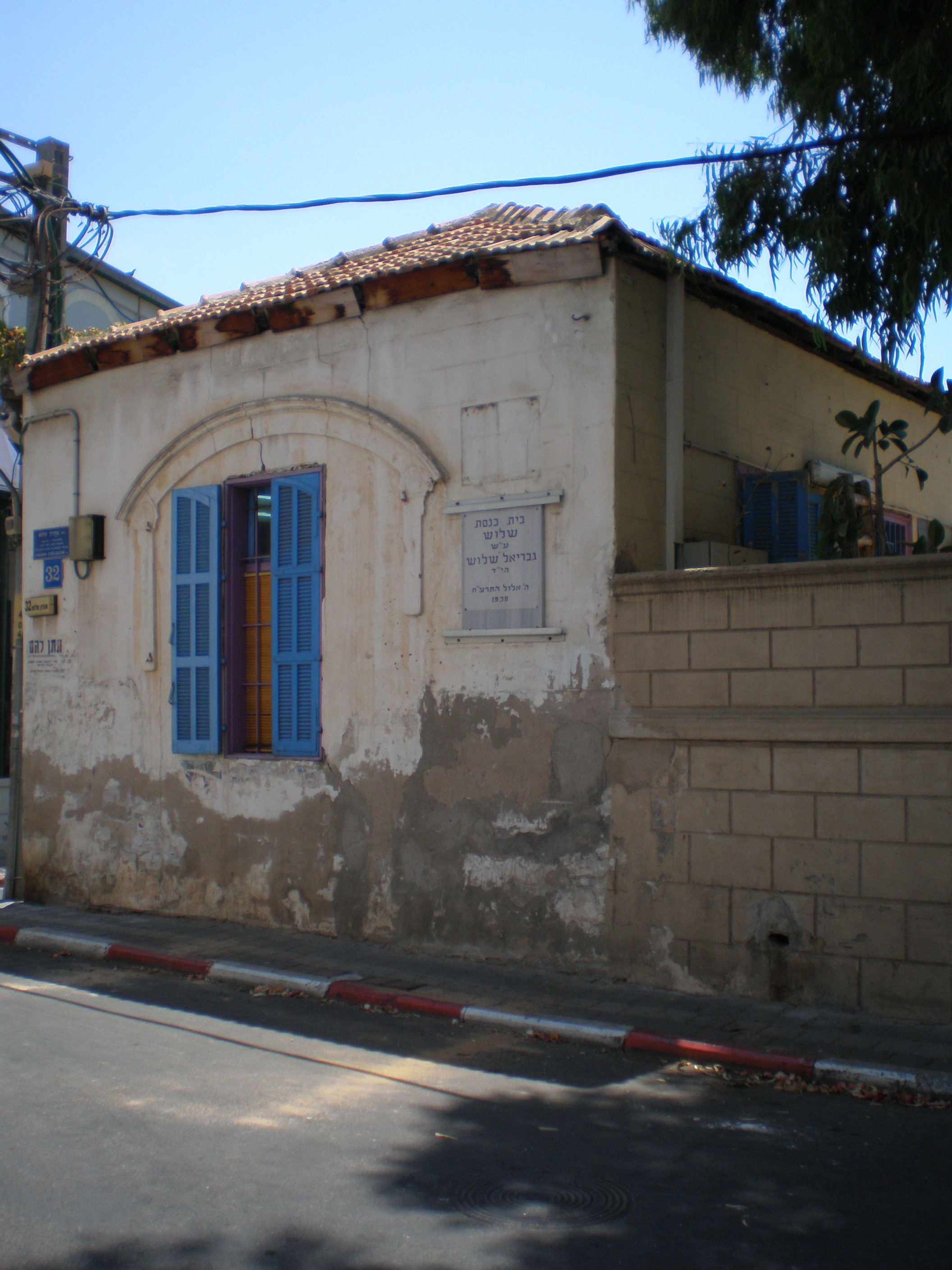
Synagoga przy Domu Arona

Budynek został wybudowany przez Aarona Szelusza (handlował biżuterią z przedsiębiorcami z Londynu) w 1892 i służył jako rodzinna rezydencja. Aron przez długie lata zachęcał innych osadników do opuszczania Jafy i osiedlania się w nowym osiedlu Newe Cedek. Pierwotnie był to piętrowy budynek, do którego na początku lat 20. XX wieku dobudowano drugie piętro. Podczas I wojny światowej w dniu 22 lutego 1917 dom znalazł się pod ostrzałem wojsk Ententy. Górne piętro zostało wówczas całkowicie zburzone. Pod koniec wojny zdołano je częściowo odbudować. Po śmierci Arona w 1920, jego rodzina przekazała budynek do dyspozycji władz miejskich, które urządziły w nim szkołę Tachkemoni. Do szkoły przylegała wówczas mała rodzinna fabryka produkująca prefabrykaty betonowe. Fabryka upadła podczas kryzysu w okresie międzywojennym.
Zaniedbany budynek spadkobiercy odsprzedali w 2001 w ręce prywatne. W 2007 odkupił go biznesmen Marius Nechte.

## Wykorzystanie budynku
W głównym halu wejściowym do Domu Aarona Szelusza urządzono niewielką galerię sztuki.
Przylegający do dolnej części budynku dom, jest wykorzystywany jako synagoga. Pierwotnie była to prywatna rodzinna synagoga, choć była także wykorzystywana przez mieszkańców okolicznych domów. Wejście do synagogi znajdowało się wówczas od strony wewnętrznego dziedzińca. Po sprzedaniu rozebrano mur i zrobiono nowe wejście do synagogi od strony ul. Amzallag.